# Santiago Schilt i Blanch
Santiago Schilt i Blanch   (Badalona, 15 d'octubre de 1914 - l'Ametlla del Vallès, 4 de novembre de 2007) fou un esportista català de les dècades de 1930 i 1940.

## Trajectòria
Començà a jugar a futbol al CF Badalona ben jove, on romangué fins passada la Guerra Civil espanyola, arribant a ser capità de l'equip. L'any 1941 ingressà al Terrassa FC, i dos anys més tard fitxà pel RCD Espanyol, club on, en dues temporades, disputà 15 partits a primera divisió, en els quals marcà un gol. Schilt acabà la seva carrera futbolstica al club de la seva vida, el CF Badalona, on posteriorment hi exercí diversos papers, com el de secretari tècnic o el de president.
Va ser també jugador de bàsquet, defensant la samarreta d'un incipient Centre Esportiu Badaloní (1932-33), així com la de la Unió Gimnàstica i Esportiva de Badalona (1929-32, 1933-34). L'any 1957 rebé la Medalla al Mèrit de la Federació Espanyola de Bàsquet per la seva tasca a favor del basquetbol.
També va ser "Jefe Provincial de la Obra Sindical Educación y Descanso", càrrec al que va accedir en el mes d'octubre de 1957.